# هامباکر

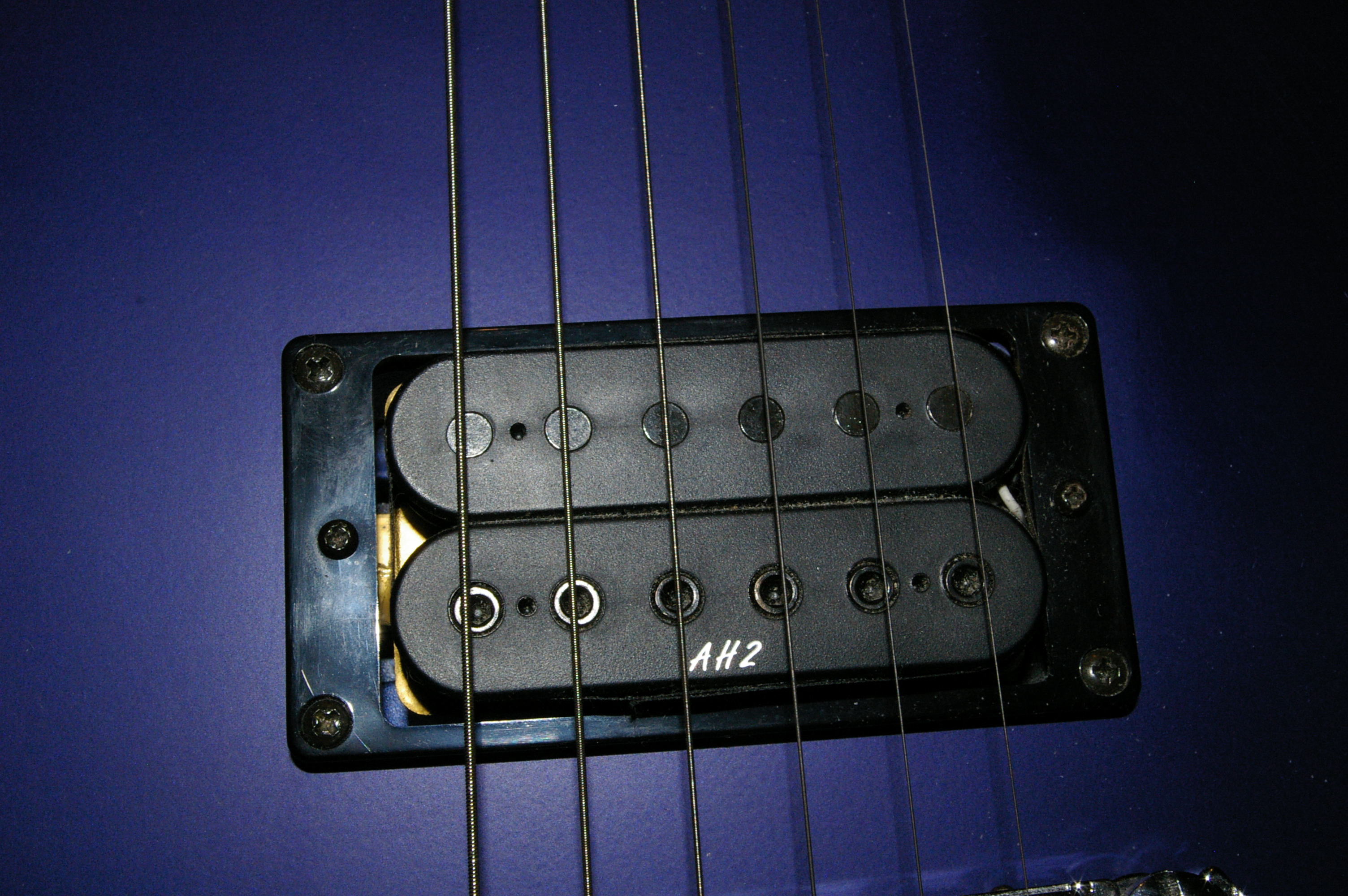
یک پیکاپ هامباکر بدون روکش

هامباکر (به انگلیسی: Humbucker) یا پیکاپ هامباکینگ گونه‌ای از پیکاپ‌های  الکترومغناطیسی است که از مجاورت دو پیکاپ سینگل‌کویل (تک‌سیم‌پیچ) یا فقط یک سیم‌پیچ بزرگ -در حدی که معادل دو پیکاپ سینگل کویل باشد-  تشکیل شده‌است. تولید صدای قوی‌تر، کاهش قابل توجه نویز و جلوگیری از درهم‌آمیختگی صداها از مزیت‌های پیکاپ‌های هامباکر هستند.
پیکاپ‌های هامباکر را سث لاور در سال ۱۹۵۵ و زمانی که برای شرکت گیبسون کار می‌کرد ابداع کرد.